# 羊舌树
羊舌树（学名：Symplocos glauca），又名山羊耳，为山矾科山矾属下的一个种。

## 扩展阅读
維基物種上的相關：羊舌树